# SS-Verfügungstruppe
SS-Verfügungstruppe, SS-VT, var en militär gren inom SS. SS-Verfügungstruppe var föregångare till Waffen-SS, som bildades våren 1940

## Bildandet
SS-Verfügungstruppe bildades 1934 efter sammanslagning av olika halvmilitära högerextrema grupper. 
Man skapade två regementen, ett i norra Tyskland, kallat SS-Standarte Germania, och ett i södra Tyskland benämnt SS-Standarte Deutschland. I Berlin-Brandenburg slogs de samman med SS-Leibstandarte Adolf Hitler. SS-Verfügungstruppe bedömdes som en beväpnad del av SS och som en del av nazistpartiet och inte som en del av Wehrmacht.  
Utöver SS-Standarten Deutschland och Germania , bestod SS-V.T. även av tre fristående bataljoner. Den ena var en bataljon (Sturmbann) för signal, dess beteckning var SS-Nachrichtensturmbann, det andra var en bataljon för ingenjörs soldater , dess beteckning var SS-Pioniersturmbann. Den tredje bataljonen var SS-Batallion "Nürnberg" vars uppgifter var olika bevaknings uppdrag samt heders kompani vid besök från utlandet. Namnet "Nürnberg" fick de då de skulle stationeras i Nürnberg, en kasern började byggas men bataljonen hann aldrig flytta in då enheten upplöstes sommaren 1939. Hela dess existens var den stationerad vid SS-Standort Dachau.  
I samband med Tysklands annektering av Österrike (1938) sattes det upp ett tredje regemente inom SS-V.T. , dess namn blev SS-Standarte "Der Führer"  
Våren 1940 upphörde SS-V.T. samt dess syster organisation SS-Totenkoopfverbände att existera, dess nya beteckning blev efter april 1940 - Waffen-SS.   

## Paul Hausser
“Deutschland” och “ Leibstandarte” deltog båda i ockupationen av Rhenområdet 1936 och delar av dem deltog i mars 1938 vid Anschluss av Österrike. Nu bildades också SS-regementet “Der Führer”. Mot slutet av 1938 var enheterna underordnade Wehrmacht och slogs ihop till SS-Verfügungsdivision (V-Division) under befäl av SS-Brigadeführer Paul Hausser.
Under Hausser utvecklades V-Division till en effektiv och skicklig insatsstyrka, som tog del i invasionen av Sudetenland 1938 och Polen 1939. V-Division slogs aldrig som en egen enhet utan delades i mindre grupper som fördelades mellan de olika reguljära förbanden. Efter invasionen av Frankrike 1940 fick V-Division namnet “Reich”. Samtidigt underordnades de tillsammans med Theodor Eickes Totenkopf-Standarten och andra SS-enheter den nya kommandostaben Waffen-SS. Det var inte förrän efter anfallet mot Sovjet påbörjats genom Operation Barbarossa som divisionen fick sitt slutliga namn, Das Reich.